# Forte da Casa (forte)
O Forte da Casa foi o mais oriental dos fortes e redutos construídos em 1809-1810 durante a Guerra Peninsular na segunda linha das três Linhas de Torres Vedras destinadas a proteger a capital de Portugal, Lisboa. Situa-se na localidade de Forte da Casa, Município de Vila Franca de Xira, no Distrito de Lisboa.

## Atualidade
O forte foi escavado em 2008 e 2010 e as ruínas agora estão incorporadas num pequeno parque urbano. O sítio contém ainda um “Centro de Interpretação” das Linhas de Torres Vedras, um dos vários existentes na região. O Centro informa os visitantes sobre a construção das duas linhas a norte de Torres Vedras, a relação do forte com outras obras militares e sobre o impacto da invasão francesa e construção dos fortes na população da zona.